# Pernarec (hradiště)
Pernarec je hradiště jihozápadně od stejnojmenné obce v okrese Plzeň-sever. Nachází se na ostrožně nad levým břehem Úterského potoka mezi jeho dvěma bezejmennými přítoky.

## Historie
Opevněné sídliště bylo podle archeologických nálezů osídleno v eneolitu, ovšem kdy bylo postaveno opevnění je nejisté. Keramické střepy pochází z období chamské kultury a projevují se na nich vlivy řivnáčské kultury. Získali je Jaroslav Bašta a Dara Baštová při malém archeologickém výzkumu v roce 1984. Kromě střepů zde nalezli také mazanici s otisky prutů a kamenný brousek a drtič.

## Stavební podoba
Charakter sídliště odpovídá dalším eneolitickým sídlištím ze západních Čech, ale odlišuje se od nich existencí opevnění. To chránilo plochu o rozloze přibližně 500 m². Dochoval se z něj kamenný val, který v délce dvanácti metrů přepažuje přístupovou šíji ostrožny za jejím nejužším místem. Val je čtyři až pět metrů široký a na vnější straně až dva metry vysoký. Výška na vnitřní straně je pouze 1,5 metru.